# Urbia Meléndez
Urbia Meléndez Rodríguez (30 luglio 1972) è un'ex taekwondoka cubana, vincitrice di una medaglia d'argento ai Giochi olimpici di Sydney 2000.

## Palmarès
| Anno | Manifestazione          | Sede    | Evento | Risultato | Note  |
| ---- | ----------------------- | ------- | ------ | --------- | ----- |
| 1994 | Campionati panamericani | Heredia | -51 kg | Argento   | [ 1 ] |
| 1996 | Campionati panamericani | L'Avana | -51 kg | Oro       | [ 1 ] |
| 2000 | Giochi olimpici         | Sydney  | -49 kg | Argento   |       |